# بنجامین موریل
بنجامین موریل (انگلیسی: Benjamin Morrell؛ ۵ ژوئیهٔ ۱۷۹۵ – ۱۸۳۹ (۴۳−۴۴ سال)) یک سیاح اهل ایالات متحده آمریکا بود. 